# 王家珍
王家珍（1962年—），生於澎湖馬公，曾任漢聲雜誌編輯，兒童日報編輯。現居台北，為專職童話作家，著有多本童書、繪本。與妹妹王家珠共同合作出版多本《珍珠童話》。
王家珍的代表作有《孩子王‧老虎》 、《生肖12新童話》與《虎姑婆》 、《說學逗唱，認識二十四節氣：虎大歪說民俗趣事，狗小圓吃時節當令》。

## 學歷
- 東吳大學中文系

## 作品
- 《孩子王‧老虎》(民生報)
- 《小野豬的玫瑰花》(民生報)
- 《山羊巫師的魔藥》(民生報)
- 《母老虎吃粽子》(民生報)
- 《天使抱抱 》(民生報)
- 《從前從前有一隻貓頭鷹》(民生報)
- 《三個為什麼˙八個原來如此》(國語日報)
- 《鼠牛虎兔》(格林文化)
- 《虎姑婆》(格林文化)[1]
- 《諾貝爾》(格林文化)
- 《龍蛇馬羊》(格林文化)
- 《猴雞狗豬》(格林文化)
- 《生肖12新童話》(格林文化)
- 《老仙婆 精靈 貓頭鷹》(少年兒童出版社)
- 《童話村的魔法紅茶》(國語日報)
- 《成語運動會之生肖成語來報到》(巴巴文化)
- 《諺語運動會之超級數一數》(巴巴文化)
- 《成語植物園之小貓老大歷險記》(巴巴文化)
- 《月光古堡的童話派對》(國語日報)
- 《童話精靈》(格林文化)
- 《精靈的慢遞包裹》(字畝文化)
- 《雷公和電母的悄悄話 》(少年兒童出版社)
- 《翡翠精靈童話樹 》(少年兒童出版社)
- 《說學逗唱，認識二十四節氣：虎大歪說民俗趣事，狗小圓吃時節當令》(字畝文化)
- 《小可愛聖誕工廠》(字畝文化)
- 《說學逗唱 認識節日：虎大歪說節日緣起 狗小圓吃慶典美食》(字畝文化)
- 《遇見我的天使男孩》(字畝文化)
- 《說學逗唱，認識十二生肖： 虎大歪說文化寓意，狗小圓談生肖美食》(字畝文化)
- 《孩子王老虎 【三十週年慶祝版】》(字畝文化)
- 《十二生肖經典童話繪本：鼠牛虎兔×龍蛇馬羊×猴雞狗豬 》(字畝文化)
- 《說學逗唱，認識修辭：看虎大歪舞文弄墨 學狗小圓咬文嚼字》(字畝文化)

故事選集
- 《九歌93年童話選》2005/03/10
- 《童話印刷機》2009/02/01
- 《童話顛倒國》2010/02/03
- 《九歌98年童話選》2010/03/05
- 《精靈宅急便》2011/07/25
- 《鼻子王國愛漂亮》2012/09/03
- 《鯊幫海盜古董店》2013/09/10
- 《真的假的小時候》2013/10/02
- 《九歌103年童話選》2015/3/1
- 《愛情是怎麼回事？》2015/5/20
- 《九歌104年童話選》2016/3/1
- 《111個最難忘的故事：第2集》2018/04/03
- 《111個最難忘的故事：第3集》2018/05/23
- 《111個最難忘的故事：第4集》2018/06/21
- 《超馬童話大冒險1：誰來出任務？ 》2019/04/10
- 《超馬童話大冒險2：在一起練習曲 》 2019/06/19
- 《超馬童話大冒險3：我們不同國》 2019/09/18
- 《超馬童話大冒險4：大家來分享》 2019/12/04 入選第78梯次好書大家讀
- 《九歌108年童話選之早起的鳥兒有蟲吃》 2020/02/27
- 《超馬童話大冒險5：誰是老大》 2020/03/04
- 《高分寫作「家」：小學生從玩到寫，培養人事景物情關鍵寫作力》 2020/03/31
- 《超馬童話大冒險6：你是誰？》 2020/06/17
- 《超馬童話大冒險7：我愛你》 2020/09/16
- 《超馬童話大冒險8：說再見》 2020/12/16
- 《九歌110年童話選之未來會記得》2022/2/25
- 《九歌111年童話選：解封想像輕旅行，啟程吧！悠遊「魔奇心宇宙」》 2023/2/27

## 得獎
- 《雙溪文學獎》
- 《民生報童話獎》
- 《海峽兩岸童話徵文獎》
- 《宋慶齡兒童文學獎》
- 《金鼎獎最佳圖畫書獎》[2]
- 《中國時報開卷最佳童書獎》
- 《聯合報讀書人最佳童書獎》
- 《好書大家讀最佳少年兒童讀物獎》